# Мерин, Моше
Моше Мерин (пол. Mojżesz Merin, нем. Mosche Merin; 1906—1943) — председатель юденрата Сосновец в Восточной Верхней Силезии.

## Биография
До начала Второй мировой войны жил в городе Сосновце, располагавшемся в то время в Автономном Силезском воеводстве, являвшемся частью Польши. Занимался бизнесом, а также политикой на местном уровне; был участником сионистского движения. В январе 1939 года стал председателем еврейской общины Сосновца.
После оккупации Польши нацистами осенью 1939 года пошёл на сотрудничество с ними и стал председателем сосновецкого юденрата. В конце ноября или начале декабря того же года получил приказ оккупационных властей о реорганизации еврейских общин так называемого Катовицкого округа, в результате которого под руководством Мерина был образован Центр советов еврейских общин Восточной Верхней Силезии, объединявший 45 еврейских гетто с общим населением около 100 000 человек. Весной 1942 года возглавлявшаяся Мерином организация имела 28 общественных кухонь, 13 пунктов детского питания, больницу, 19 медицинских и 13 зубных пунктов, 3 фермы и собственные полицейские силы. Вместе с тем, она была ответственна за поставку рабочей силы для оккупантов, а те, кто признавались слишком слабыми для работы или больными, отправлялись в лагеря смерти.
С мая по август 1942 года нацисты предприняли массовые депортации еврейского населения из гетто Восточной Верхней Силезии в лагерь смерти Аушвиц. Организация Мерина активно сотрудничала с нацистскими властями в организации переселения евреев, составляя списки и организовывая депортацию. Вместе с тем, по словам Мерина, ему удалось спасти часть общины, принеся в жертву остальных. Такой подход пользовался поддержкой со стороны раввинов Бендзина и Сосновца. По состоянию на весну 1943 года в регионе осталось уже только 48 000 евреев, которые работали преимущественно на предприятиях лёгкой промышленности, прежде всего — текстильных, и ещё 15 000 находились в расположенных здесь трудовых лагерях.
Мерин находился в постоянном конфликте с еврейским подпольем и выдал Гестапо по меньшей мере десять подпольщиков — все они были казнены. В ответ подпольщики приговорили к смерти самого́ Мерина, но не смогли привести свой приговор в исполнение. Коллаборационизм не спас Мерина — 21 июня 1943 года он и его ближайшие соратники также были депортированы в Аушвиц и в том же году убиты.

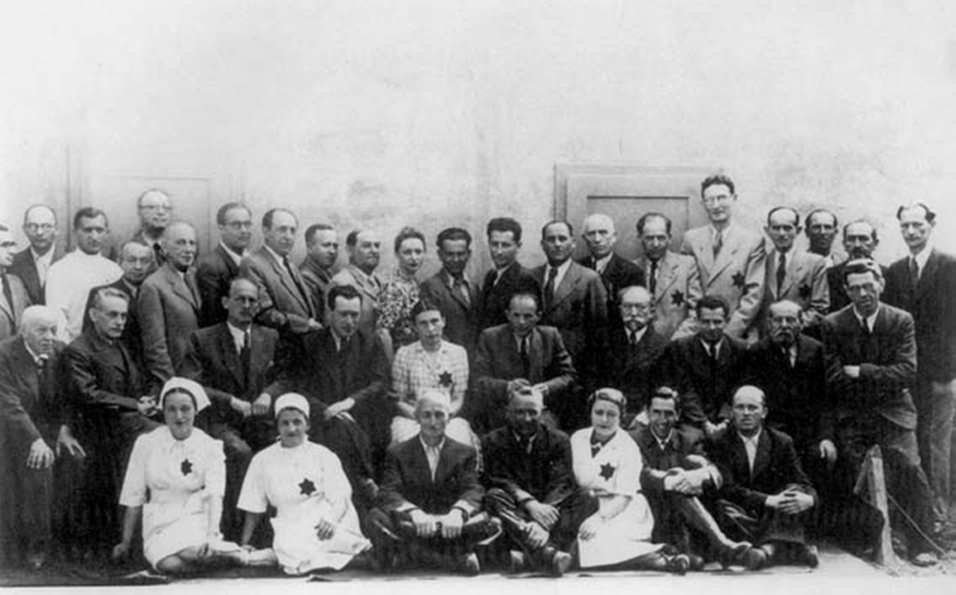
Юденрат сосновецкого гетто. Мерин — сидит, шестой слева